# خوان دي مينا
خوان دي مينا (بالإسبانية: Juan de Mena)‏ شاعر إسباني وُلد في قرطبة عام 1411. وينتمي مينا إلى المدرسة الرمزية الدانتية لفترة عصر ما قبل النهضة الإسباني، واشتهر بعمله متاهة فورتونا. وتوفي في توريلاجونا في مدريد عام 1456.

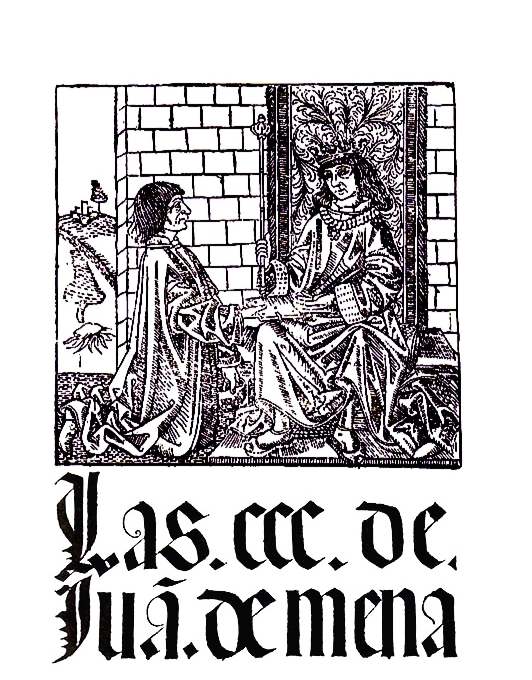
غلاف متاهة فورتونا

## وصلات خارجية
- خوان دي مينا على موقع الموسوعة البريطانية (الإنجليزية)